# Martín Llade
Martín Llade (San Sebastián, Guipúzcoa, 16 de septiembre de 1976) es un periodista especializado en música y escritor español. Desde 2018 retransmite para RTVE el Concierto de Año Nuevo de Viena tras sustituir a José Luis Pérez de Arteaga.
En 2016 obtuvo el Premio Ondas al "mejor presentador de radio hablada" por el programa radiofónico Sinfonía de la mañana que dirige en Radio Clásica de Radio Nacional de España.

## Biografía
Nació en la ciudad de San Sebastián el 16 de septiembre de 1976, se licenció en Periodismo y Publicidad por la Universidad del País Vasco.
Entre los años 2003 y 2010 fue coordinador de redacción de la revista de música clásica Melómano. Participó como guionista del corto Primera persona estrenado en la 49 edición del Festival Internacional de Cine de San Sebastián, así como del film Arteros.
En su faceta de periodista radiofónico ha trabajado en diversos medios, entre ellos Euskal Telebista, Punto Radio y desde 2006 en Radio Clásica, cadena en la que ha obtenido gran notoriedad con el programa Sinfonía de la mañana que se emite de lunes a viernes, y en el que mezcla anécdotas reales de compositores e intérpretes de música clásica con una selección de sus obras.
En su faceta de escritor ha publicado los libros de ficción Oboe (1993), La orgía eterna (2001), y Lo que nunca sabré de Teresa (2021), biografía novelada de la actriz de culto y mito erótico de los años 70 Teresa Ann Savoy.
En 2022 publica el libro de relatos delirantes sobre compositores "El horizonte quimérico", recopilación de los cuentos escritos para la revista Scherzo desde 2017. Y en 2023 aparece el libro infantil, ilustrado por Ángela Salinero, La música interrumpida de María de Pablos. Ese mismo año se estrena la ópera de cámara Lazarillo de Tormes con música del Premio Nacional David del Puerto y libreto suyo.
En 2024 publica en "Ediciones B" el thriller histórico El misterio Razumovski, inspirado en la vida del conde Andréi Razumovski, con Ludwig van Beethoven como detective, coincidiendo con el bicentenario de la 
Sinfonía n° 9 del genio de Bonn. Por este libro recibiría el Premio Hislibris a mejor autor novel de novela histórica de 2024.

## Programas
- La zarzuela en Radio Clásica. Espacio dedicado al género de la zarzuela y la música lírica española. Se emite los domingos de 10 a 11.30 horas.
- Todas las mañanas del mundo en Radio Clásica. Terminó su emisión el 30 de junio de 2014, siendo sustituido por Sinfonía de la mañana en la misma emisora.
- Sinfonía de la mañana en Radio Clásica. Se emite de lunes a viernes de 8 a 9.30 horas.
- El despertador clásico en Radio Nacional, (sección del programa No es un día cualquiera, dirigido y presentado por Pepa Fernández).
- Desde 2018 es el comentarista para RTVE del Concierto de Año Nuevo de Viena, tras sustituir a José Luis Pérez de Arteaga, quien había fallecido el año anterior.

## Premio Ondas
En la 63.ª edición de los Premios Ondas entregados en 2016 por Radio Barcelona de la Cadena SER Martín Llade obtuvo el premio al mejor presentador de radio, coincidiendo con el 50.º aniversario de Radio Clásica.